# روبرت جاكسون (سياسي أمريكي)
روبرت جاكسون (بالإنجليزية: Robert Jackson)‏ هو سياسي أمريكي، ولد في 18 ديسمبر 1950 في نيويورك في الولايات المتحدة. حزبياً، نشط في الحزب الديمقراطي.